# سلطنت (فیلم ۱۹۸۶)
سلطنت (به هندی: Sultanat) فیلمی است محصول سال ۱۹۸۶ و به کارگردانی موکول اس. آناند است. در این فیلم بازیگرانی همچون سانی دئول، درمندرا، سری دوی، آمریش پوری، شاکتی کاپور، کاران کاپور، جوهی چاولا، دالیپ تاهیل، جوگال هانسراج ایفای نقش کرده‌اند.

## خلاصه داستان
رسولی،  پسر مطرود پادشاه که عطش قدرت و سلطنت سرتاسر وجودش را فراگرفته با لشگری قصد فتح شهر را دارد.درست در اوج وحشت ناشی از حمله رسولی و همرزمانش، یک نظامی شجاع بنام خالد با طرح نقشه ای زیرکانه بسیاری از افراد رسولی را تارومار کرده و نقشه او را ناکام میگذارد.زمانی که خالد همسر آبستن خود را برای زایمان به شهر دیگری می‌برد افراد رسولی او و همسرش را ربوده و به قلمروی خود میبرند.همسر رسولی نیز مانند همسر خالد باردار است و در حال زایمان.فرزند رسولی مرده بدنیا می آید و همسر خالد هنگام زایمان از دنیا میرود.رسولی پسر خالد را تصاحب کرده و به دروغ به او می گوید که فرزندش هم مانند همسرش فوت کرده.خالد که مرگ همسر و فرزندش را از چشم رسولی میبیند سوگند انتقام میخورد و قصد کشتن رسولی را میکند.افراد رسولی خالد را در بیابان رها می‌کنند ولی یکی از افراد سلطنتی او را نجات می‌دهد و خالد با وی ازدواج کرده و صاحب فرزندی میشود.پادشاه به پاس خدمات خالد به او درجه ژنرالی میدهد و خالد قسم میخورد تا زمانی که رسولی را نکشته هرگز به چهره فرزندش سمیر نگاه نکند.سالها میگذرد و هربار رسولی از خشم خالد جان سالم بدر می‌برد.رسولی نام فرزند خالد را که از آن خود کرده سلطان نهاده و از او یک جوان مبارز و شجاع ساخته.بالاخره پس از گذشت سالها رنج و انتظار، خالد موفق می‌شود رسولی را بکشد.سلطان که متوجه قتل رسولی بدست خالد شده در صدد انتقام از او بر می آید بی آنکه بداند به خون پدر واقعی اش تشنه گشته و...